# Милуши
Милуши (укр. Милуші) — село в Луцкой городской общине Луцкого района Волынской области Украины.
Код КОАТУУ — 0722883705. Население по переписи 2001 года составляет 765 человек. Почтовый индекс — 45631. Телефонный код — 332. Занимает площадь 0,87 км².